# Halef Pitbull
Halef Silva Melo, oder einfach Halef Pitbull (* 20. August 1994 in Potiraguá), ist ein brasilianischer Fußballspieler.

## Karriere
Halef Silva Melo stand 2016 bei den brasilianischen Vereinen CD Sete de Setembro, Atlântico EC und ECPP Vitória da Conquista unter Vertrag. 2017 wechselte er zum Erstligisten Cruzeiro EC nach Belo Horizonte. Bei Belo Horizonte stand er bis August 2019 unter Vertrag. Von Belo Horizonte wurde er an die brasilianischen Vereine Santa Cruz FC und Ipatinga FC ausgeliehen. Nach Vertragsende wechselte er nach Europa. Hier unterschrieb er in Portugal einen Vertrag beim Berço SC. Der Verein aus Guimarães spielte in der dritten Liga, der Campeonato Nacional de Seniores. Die Saison 2020 wurde er an Mito Hollyhock ausgeliehen. Der japanische Verein aus Mito spielte in der zweiten japanischen Liga, der J2 League. Nach 34 Zweitligaspielen und acht geschossenen Toren kehrte er Ende 2020 wieder nach Portugal zurück.